# 晃板

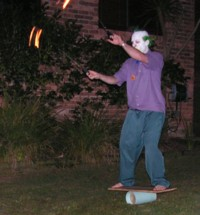
一個雜技師在晃板上表演火鍊球。

晃板（英文稱為「rola bola」或「teeter board」）是一種雜技表演中常用的平衡技道具，它是一個厚板跟圓桶的組合，板放在圓桶上，而人可站立其上。因為圓桶會滾動，站在上面的表演者必須有良好的平衡感才能維持站在上面。有些雜技師會在底下疊更多層的圓桶，使得晃板不但會左右搖晃，連前後也會獨立搖晃，使得表演更加困難與驚聳。各種類型的雜技表演都可以跟晃板結合，包括常見的丟擲技、操控技、體操跟柔術等等。晃板也可以同時由多人使用，例如兩個表演者可以同時站在晃板上，藉由他們的默契共同維持平衡。
晃板的圓桶可以是PVC或金屬材質；其中PVC材質較滑，而且如果不夠厚的話可能會扭曲變形。除了用圓桶之外，也可以用例如保齡球之類的大球來代替圓桶。晃板本身通常是木製。有時會在板跟圓桶上貼上一些用來增強摩擦力的膠帶，晃板底部有時也會在兩側加上木條，這麼一來晃板就不至於完全從圓桶上滑落，對於初學者來講會比較安全。初學者在學習晃板時，建議最好能夠有東西支撐，以免受到傷害。

## 晃板技巧
- 在板上特技表演，例如倒立等等
- 只用單足單膝、半跪地站在晃板上
- 中央站立（兩隻腳併攏，站在晃板中央，面朝前）
- 與其他雜技結合（例如丟擲技）
- 蛙站姿（站在板上時慢慢蹲下來）
- 跳起來，身體轉半圈
- 跳起來之後轉一整圈
- 用單手單足站立
- 企鵝站姿（兩腳併攏站在板中央，但是足間打開、朝著板的兩端）
- 保齡球晃板
- 雙桶晃板（晃板底下疊兩個桶，各朝不同的方向）
- 單足站立（一定是站在圓桶正上方）

## 外部連結
- 簡易馬戲晃板教學頁面